# Блейден, Питер
Питер Блейден (англ. Peter Bladen; 1922 — 2001) — австралийский поэт, журналист и писатель.

## Биография
Питер Луис Блейден родился в Перте в 1922 году. Его учёба в Университете Западной Австралии была прервана Второй мировой войной, во время которой он служил в Королевском австралийском военно-морской флоте. В 1951 году он получил степень бакалавра гуманитарных наук (с отличием), а затем степень магистра в Мельбурнском университете.
Первая книга Блэйдена «Избранные стихотворения» (1945) была опубликована под псевдонимом Л. Блейден. Впоследствии он публиковался под псевдонимами Питер Блэйден, Л. Блэйден и Юсуф Питер Луис Блэйден-Прайор. В 1951 году он получил премию на Юбилейном литературном конкурсе Содружества в номинации «Длинные стихотворения» за свою первую крупную работу «Старушки в Ньюингтоне: поэма или несколько голосов».
В 1960-х годах Блэйден переехал в восточную Австралию и работал журналистом и писателем, в том числе некоторое время писал для шоу Мэвис Брэмстон. С 1962 по 1972 год он издавал и редактировал литературный ежеквартальный журнал «Expression», официальный журнал Гильдии писателей Квинсленда.
В 1984 году Бладен переехал в Турцию и продолжил писать. Там он принял ислам, взяв имя Юсуф Питер Луис Бладен-Прайор (англ. Yusuf Peter Louis Bladen-Pryor). В 1990-х годах он путешествовал по Соединённым Штатам. В последующие годы он сосредоточился на сонете, кульминацией которого стала публикация в 2000 году сборника из тысячи сонетов «Millefleurs», написанного в период с 1944 по 1999 год.
Блейден умер в октябре 2001 года, у него осталась сестра, Джой Фостер. Она описывала его как доброго, умного, бережливого и методичного человека. Его брат, Джеффри, умер раньше него. Литературный душеприказчик Блейдена, профессор Лес Маршан, сказал в своей надгробной речи, что его творчество прославило университет, штат и всю страну.